# Elecciones presidenciales de Indonesia de 2019
Las elecciones presidenciales se celebraron en Indonesia el 17 de abril de 2019 junto a las elecciones legislativas.  Por primera vez en la historia del país, el presidente, el vicepresidente y los miembros de la Asamblea Consultiva del Pueblo (MPR) fueron elegidos el mismo día con más de 190 millones de votantes elegibles para votar. Dieciséis partidos participaron en las elecciones a nivel nacional, incluidos cuatro partidos nuevos. 
Los resultados oficiales serán anunciados antes del 22 de mayo de 2019.
En la elección presidencial, que sigue un sistema de mayoría simple y directo, el actual presidente indonesio Joko Widodo, conocido como Jokowi, se postuló para la reelección con el principal clérigo musulmán Ma'ruf Amin como su compañero de fórmula contra el exgeneral Prabowo Subianto y exdiputado de Yakarta el gobernador Sandiaga Uno por un período de cinco años entre 2019 y 2024. La elección fue un reencuentro de la elección presidencial de 2014, en la que Widodo derrotó a Prabowo. En la elección legislativa, más de 240,000 candidatos compitieron por más de 20,000 escaños en el MPR y los consejos locales de provincias y ciudades / regencias, todos en disputa, con más de 8,000 compitiendo solo por los escaños del Consejo de Representantes Populares . La elección fue descrita como "la boleta de un solo día más complicada en la historia global".

## Trasfondo
En las elecciones presidenciales de 2014, el gobernador de Yakarta, Joko Widodo, derrotó al exgeneral Prabowo Subianto para convertirse en el séptimo Presidente de Indonesia . A pesar de que inicialmente tenía un gobierno minoritario, Jokowi luego logró asegurar el apoyo de Golkar y el Partido Unido para el Desarrollo, dándole el control del parlamento. En las elecciones legislativas del mismo año, el antiguo partido de la oposición PDI-P logró obtener la mayor participación en el parlamento, por delante de Golkar y Gerindra.
Entre 2014 y 2019, se celebraron tres grandes oleadas de elecciones locales: en 2015, 2017 y 2018 . Las elecciones de 2017 incluyeron las elecciones para gobernador de Yakarta, que vieron al exdiputado de Jokowi, Basuki Tjahaja Purnama, derrotado después de que fue acusado de blasfemia contra el islam. Las elecciones locales en 2018 fueron descritas como más orientadas a las políticas.
A pesar de los planes para introducir la votación electrónica, el Consejo de Representantes del Pueblo (DPR) en marzo de 2017 anunció que no emitiría el voto electrónico en las elecciones de 2019 debido a temores de piratería y porque no todas las partes de Indonesia tienen acceso a internet. El 7 de abril de 2017, la Comisión de Elecciones Generales (KPU), la Agencia de Supervisión de Elecciones (Bawaslu) y el Ministerio del Interior celebraron una reunión con el comité especial del Consejo de Representantes del Pueblo para deliberar un proyecto de ley sobre las elecciones de 2019. Después de la reunión, el secretario general del Ministerio del Interior, Yuswandi A. Temenggung, dijo que el período de campaña para las elecciones se limitaría a seis meses, mientras que el día de la votación podría ser el 13, 17 o 19 de abril de 2019. El comité especial del presidente de la Cámara de Representantes que deliberó sobre el proyecto de ley, Lukman Edy, anunció el 25 de abril de 2017 que el miércoles 17 de abril de 2019 se había acordado como fecha para las elecciones.
Las nominaciones de candidatos para las legislaturas nacionales y regionales, así como candidatos para presidente y vicepresidente se completaron en septiembre de 2018. El período de campaña está programado para el 13 de octubre de 2018 al 13 de abril de 2019, seguido de un silencio electoral de tres días antes del día de las elecciones el 17 de abril. Los resultados finales se darán a conocer entre el 17 y el 23 de septiembre. La inauguración del presidente y vicepresidente está programada para el 20 de octubre de 2019.

## Sistema electoral
La elección está regulada por la Ley n.º 7 de 2017.  La responsabilidad de celebrar la elección recae en la Comisión de Elecciones Generales ( en indonesio: Komisi Pemilihan Umum    , KPU), un organismo gubernamental legalmente independiente. Además, la elección es supervisada por la Agencia de Supervisión de Elecciones (Bawaslu), que también tiene la autoridad para decidir sobre las violaciones de las reglas electorales (por ejemplo, errores administrativos, compra de votos, etc.). Cualquier violación ética cometida por Bawaslu o KPU es manejada por el Consejo de Honor del Organizador de Elecciones ( en indonesio: Dewan Kehormatan Penyelenggara Pemilu,    (DKPP)), que comprende un miembro de cada organismo y otros cinco recomendados por el gobierno.
Los votantes de Indonesia reciben cinco papeletas de voto para el Presidente y el vicepresidente, el Consejo de Representantes Regionales (DPD), el Consejo de Representantes del Pueblo (DPR), los consejos provinciales y municipales ( DPRD Provinsi y DPRD Kabupaten / Kota) ) miembros. Los votantes usan un clavo para hacer un agujero en la boleta de votación que indica a qué partido / candidato desean votar. La tabulación de los votos se realiza manualmente en papel. KPU tiene la obligación legal de anunciar los resultados de la elección dentro de los 35 días posteriores a la votación, es decir, antes del 22 de mayo de 2019.

## Postulación
Para postularse a la presidencia, un candidato debe recibir apoyo de los partidos políticos que suman el 20 por ciento de los escaños en el Consejo de Representantes del Pueblo o el 25 por ciento del voto popular en la elección legislativa anterior, es decir, 2014.  Los partidos políticos pueden permanecer neutrales si no pueden proponer a su propio candidato. Sin embargo, si un partido / partidos neutrales puede respaldar a su propio candidato (es decir, 20 por ciento de los escaños / 25 por ciento de los votos populares), se les exige que lo hagan, o que se les prohíba participar en la próxima elección.
El procedimiento de votación sigue un sistema de dos rondas, con los votantes simplemente eligiendo una de las parejas de candidatos. Se requiere un candidato ganador para ganar la mayoría, y también se requiere que gane al menos el 20 por ciento de los votos en más de la mitad de las provincias de Indonesia (es decir, 18 provincias). Si ningún par de candidatos cumple con el criterio, la elección se repite con un máximo de dos participantes. La ley incluye una disposición en el caso de un sorteo en el voto popular al determinar los dos primeros lugares (por ejemplo, tres candidatos con igual voto o dos candidatos en el segundo lugar), después de lo cual el ganador se determinará según la distribución de votos.

## Candidatos a la presidencia

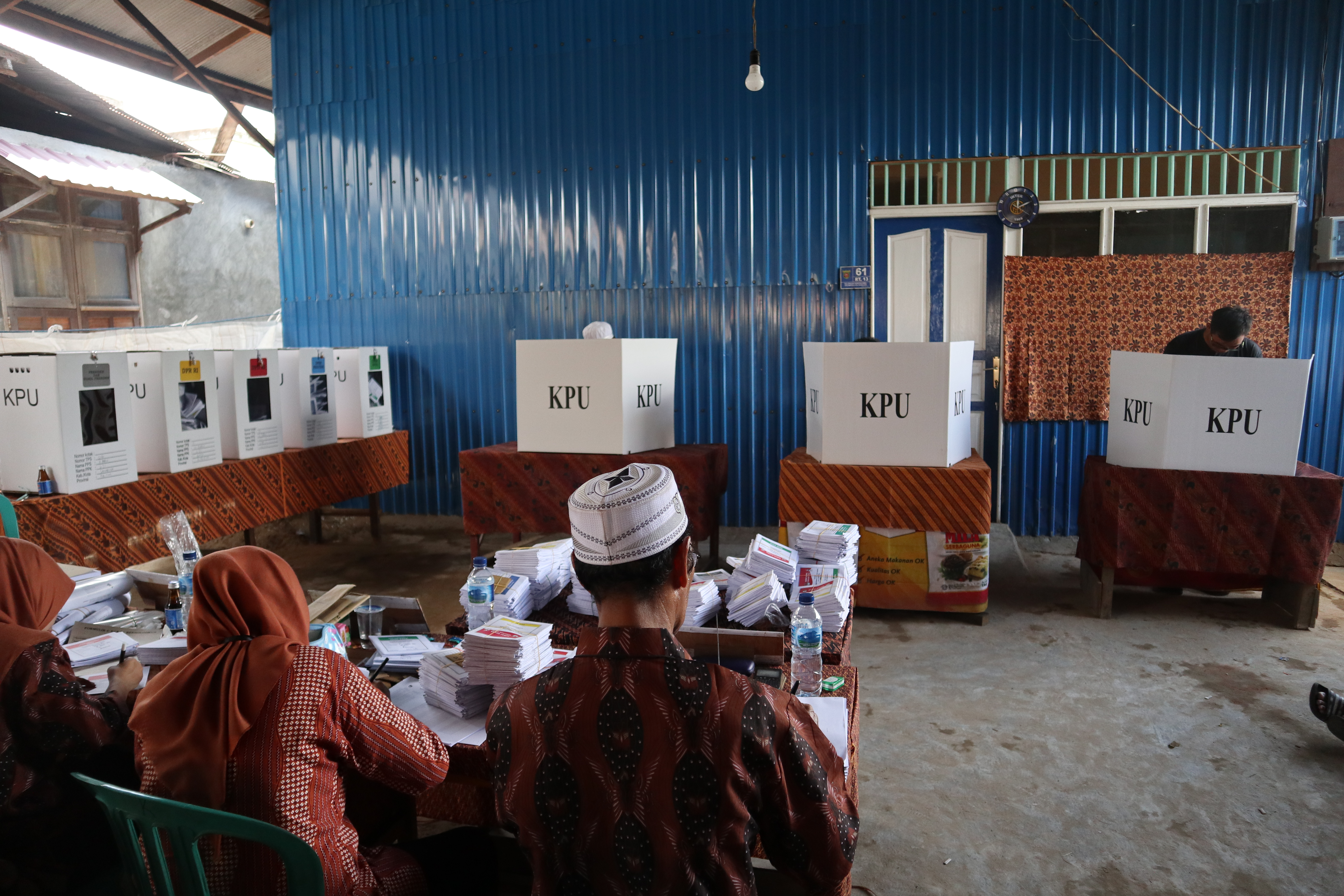
Una estación de votación en Samarinda, Kalimantan Oriental.

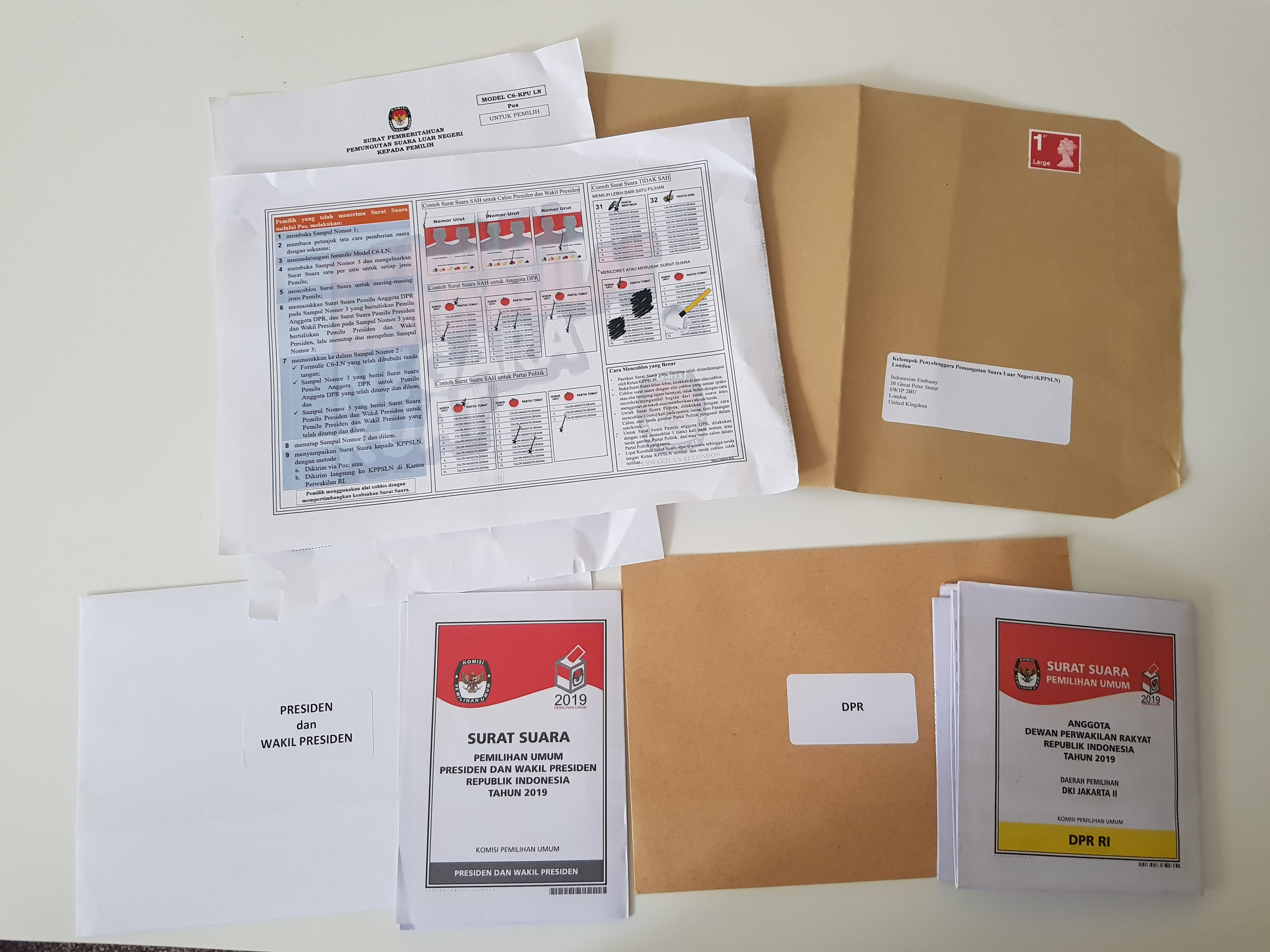
Documentos de votación por correo enviados a un votante indonesio en el Reino Unido.

En julio de 2017, el Consejo de Representantes del Pueblo confirmó que solo los partidos o coaliciones con al menos el 20 % de los escaños en la legislatura, o el 25 % de los votos en la elección anterior, serían elegibles para presentar un candidato presidencial. La fecha límite para el registro de candidatos presidenciales fue el 10 de agosto de 2018.

### Nominados
- Joko Widodo, Presidente de Indonesia
- Prabowo Subianto, excomandante del Ejército Orden de Reserva Estratégica y candidato presidencial en 2014.

## Votantes
La edad para votar en la elección es de 17 años, y todos los ciudadanos indonesios casados o divorciados también son elegibles si son menores de 17 años. La cláusula matrimonial, en particular, recibió quejas, ya que puede incentivar el matrimonio infantil. Los indonesios que viven en el extranjero pueden votar en las embajadas y consulados que van a configurar los centros de votación, votar en los centros de votación móviles, o mediante votación por correo, y la votación tendrá lugar del 8 al 14 de abril, antes del evento electoral principal del 17 de abril.
Antes de la publicación de una lista final de votantes (en indonesio: Daftar Pemilih Tetap), KPU había compilado una lista de votantes provisional (en indonesio: Daftar Pemilih Sementara) que se publicó en junio de 2018, que contiene alrededor de 186 millones de nombres.
El KPU el 5 de septiembre de 2018 anunció que había 187 millones de votantes registrados: 185,732,093 en Indonesia y 2,049,791 votantes en el extranjero. Debían votar en 805,075 centros de votación en Indonesia, con votos por correo y 620 centros de votación fuera del país. La gran cantidad de centros de votación significó que había un promedio de 200 votantes por estación, en comparación con los 600 en las elecciones de 2014. Más tarde, se eliminaron 670,000 nombres luego de quejas de nombres duplicados en el registro de votantes, lo que redujo el número total de votantes a alrededor de 187.1 millones. Una investigación adicional resultó en más de 1 millón de votantes duplicados descubiertos solo en Papua en octubre, del registro de votantes inicial de 3 millones. Los comisionados de Bawaslu estimaron a principios de septiembre que habría alrededor de 2 millones de votantes duplicados, mientras que el partido de la oposición Gerindra declaró que solo tenían 137 millones de votantes en su registro interno y afirmó que encontraron 25 millones de nombres duplicados en el registro. La cifra se actualizó posteriormente a 192.8 millones de votantes, incluidos 2 millones en el extranjero.

## Partidos políticos
Dieciséis partidos disputaron la elección a nivel nacional, más cuatro participaron solo en Aceh . Un total de 27 partidos políticos se habían registrado ante la Comisión de Elecciones Generales para postularse en la elección. El 17 de febrero de 2018, la Comisión de Elecciones Generales anunció que 14 partidos habían aprobado la verificación anterior y serían elegibles para impugnar la elección legislativa. El Partido Crescent Star apeló posteriormente ante la Agencia de Supervisión de Elecciones (Bawaslu), que determinó que podía participar, haciendo un total de 15 partidos. La apelación del Partido de Justicia y Unidad de Indonesia a Bawaslu fue rechazada, pero una decisión del 11 de abril del Tribunal Administrativo Nacional ( Pengadilan Tata Usaha Negara ) decretó que el partido era elegible para disputar las elecciones.
| Número en papeleta | Nombre en español                                    | Nombre indonesio                                   | Líder                    |
| ------------------ | ---------------------------------------------------- | -------------------------------------------------- | ------------------------ |
| 1                  | Partido Nacional del Despertar                       | Partai Kebangkitan Bangsa (PKB)                    | Muhaimin Iskandar        |
| 2                  | Gran partido del movimiento indonesio                | Partai Gerakan Indonesia Raya (Gerindra)           | Prabowo Subianto         |
| 3                  | Partido Democrático Indonesio de Lucha               | Partai Demokrasi Indonesia Perjuangan (PDI-P)      | Megawati Sukarnoputri    |
| 4                  | Partido Golkar                                       | Partai Golongan Karya                              | Airlangga Hartarto       |
| 5                  | Partido de Nasdem                                    | Partai Nasdem                                      | Surya Paloh              |
| 6                  | Partido de Movimiento de Transformación de Indonesia | Partai Gerakan Perubahan Indonesia (Partai Garuda) | Ahmad ridha sabana       |
| 7                  | Partido trabajando                                   | Partai Berkarya                                    | Tommy Suharto            |
| 8                  | Partido de la justicia próspera                      | Partai Keadilan Sejahtera (PKS)                    | Sohibul Iman             |
| 9                  | Partido de la unidad indonesia                       | Partai Persatuan Indonesia (Perindo)               | Hary Tanoesoedibjo       |
| 10                 | Partido del Desarrollo Unido                         | Partai Persatuan Pembangunan (PPP)                 | Suharso Monoarfa         |
| 11                 | Partido de la solidaridad indonesia                  | Partai Solidaritas Indonesia (PSI)                 | Grace Natalie            |
| 12                 | Partido del mandato nacional                         | Partai Amanat Nasional (PAN)                       | Zulkifli Hasan           |
| 13                 | Partido de la conciencia popular                     | Partai Hati Nurani Rakyat (Hanura)                 | Oesman Sapta Odang       |
| 14                 | partido Democrático                                  | Partai Demokrat                                    | Susilo Bambang Yudhoyono |
| 19                 | Partido de la media luna                             | Partai Bulan Bintang (PBB)                         | Yusril Ihza Mahendra     |
| 20                 | Partido de la justicia y la unidad de Indonesia      | Partai Keadilan dan Persatuan Indonesia (PKPI)     | Diaz hendropriyono       |

Además, cuatro partidos locales también compiten en Aceh para disputar asientos en los consejos provinciales y municipales:
| Número en papeleta | Nombre en español                      | Nombre indonesio                    | Líder            |
| ------------------ | -------------------------------------- | ----------------------------------- | ---------------- |
| 15                 | Partido de aceh                        | Partai Aceh                         | Muzakir Manaf    |
| 16                 | Voz Independiente del Partido Acehnese | Partai Suara Independen Rakyat Aceh | Muhammad Nazar   |
| 17                 | Partido regional de aceh               | Partai Daerah Aceh                  | Jamaluddin Thaib |
| 18                 | Partido de aceh nanggroe               | Partai Nanggroe Aceh                | Irwandi Yusuf    |

## Elecciones presidenciales

### Candidatos
En julio de 2017, el Consejo de Representantes del Pueblo (DPR) confirmó que solo los partidos o coaliciones con al menos el 20% de los escaños en la legislatura, o el 25% de los votos en la elección anterior, serían elegibles para presentar un candidato presidencial. Los requisitos para los candidatos presidenciales / vicepresidentes son similares, ya que solo los ciudadanos indonesios de toda la vida nacidos en Indonesia o los ciudadanos naturalizados que nacieron en el extranjero y obtuvieron una ciudadanía extranjera fuera de su propia voluntad son elegibles para postularse con una edad mínima de 40 años y el requisito de " tener una creencia en el único y único Dios ". Si los candidatos tienen cónyuges, también deben ser ciudadanos indonesios. Los antecedentes penales que resulten en más de 5 años de encarcelamiento o una quiebra activa también impiden que un candidato se postule. Se ha establecido un límite de dos términos, lo que impide que el vicepresidente titular Jusuf Kalla se presente como candidato a vicepresidente. art. 16
Si bien se había considerado una revancha entre Joko Widodo y Prabowo Subianto durante algún tiempo, hubo dudas iniciales sobre la probabilidad de que Prabowo se presentara en segundo lugar a la presidencia, debido a la necesidad de escaños parlamentarios del 20 por ciento, que obligó a su partido Gerindra a formar una coalición; por otro lado, Jokowi recibió un fuerte apoyo de los dos partidos más grandes en el parlamento: PDI-P y Golkar. Hubo consideraciones de una posible candidatura de candidato único, Prabowo respaldando a otro candidato, o incluso él corriendo como compañero de fórmula de Jokowi. Sin embargo, a pesar de la importante ventaja de Jokowi en las encuestas de opinión, ningún otro candidato encuestó ni a él ni a Prabowo.
La inscripción para candidatos presidenciales se abrió entre el 4 y el 10 de agosto de 2018 en la oficina central de la Comisión de Elecciones Generales (KPU) en Yakarta . Ninguno de los candidatos declaró su elección a la vicepresidencia hasta el 9 de agosto de 2018, cuando ambos declararon a sus compañeros de carrera. Ambas elecciones se consideraron "sorprendentes", ya que Jokowi seleccionó al clérigo principal y político Ma'ruf Amin, a pesar de los primeros informes de que se seleccionaría al ex presidente del Tribunal Supremo Mahfud MD . La selección de última hora del empresario de Prabowo y la vicegobernadora de Yakarta, Sandiaga Uno, cerca de la medianoche de ese día, también fue inesperada, ya que Sandiaga no fue mencionada en las fases iniciales de la selección.
| Conocido como | Partido                                 | nombre inglés                                   | Secundario                                                                                                 |  | Asientos DPR ( 2014 )                                                          | DPR asientos% (2014) | Votos legislativos% (2014) |
| ------------- | --------------------------------------- | ----------------------------------------------- | --- |  | ------------------------------------------------------------------------------ | -------------------- | -------------------------- |
| PDI – P       | Partai Demokrasi Indonesia Perjuangan   | Partido Democrático Indonesio de Lucha          | Nominado : Joko Widodo (PDI-P) Compañero de carrera : Ma'ruf Amin (Independiente)                          |  | Coalición mayoritaria : PDI – P / Golkar / PPP / Hanura / NasDem / PKB 338/560 | 60.36%               | 63.62%                     |
| Golkar        | Partai Golongan Karya                   | Golkar                                          | Nominado : Joko Widodo (PDI-P) Compañero de carrera : Ma'ruf Amin (Independiente)                          |  | Coalición mayoritaria : PDI – P / Golkar / PPP / Hanura / NasDem / PKB 338/560 | 60.36%               | 63.62%                     |
| PPP           | Partai Persatuan Pembangunan            | Partido del Desarrollo Unido                    | Nominado : Joko Widodo (PDI-P) Compañero de carrera : Ma'ruf Amin (Independiente)                          |  | Coalición mayoritaria : PDI – P / Golkar / PPP / Hanura / NasDem / PKB 338/560 | 60.36%               | 63.62%                     |
| Hanura        | Partai Hati Nurani Rakyat               | Partido de la conciencia popular                | Nominado : Joko Widodo (PDI-P) Compañero de carrera : Ma'ruf Amin (Independiente)                          |  | Coalición mayoritaria : PDI – P / Golkar / PPP / Hanura / NasDem / PKB 338/560 | 60.36%               | 63.62%                     |
| NasDem        | Partai Nasdem                           | Partido de Nasdem                               | Nominado : Joko Widodo (PDI-P) Compañero de carrera : Ma'ruf Amin (Independiente)                          |  | Coalición mayoritaria : PDI – P / Golkar / PPP / Hanura / NasDem / PKB 338/560 | 60.36%               | 63.62%                     |
| PKB           | Partai Kebangkitan Bangsa               | Partido Nacional del Despertar                  | Nominado : Joko Widodo (PDI-P) Compañero de carrera : Ma'ruf Amin (Independiente)                          |  | Coalición mayoritaria : PDI – P / Golkar / PPP / Hanura / NasDem / PKB 338/560 | 60.36%               | 63.62%                     |
| PBB           | Partai Bulan Bintang                    | Partido de la media luna                        | Nominado : Joko Widodo (PDI-P) Compañero de carrera : Ma'ruf Amin (Independiente)                          |  | Coalición mayoritaria : PDI – P / Golkar / PPP / Hanura / NasDem / PKB 338/560 | 60.36%               | 63.62%                     |
| PKPI          | Partai Keadilan dan Persatuan Indonesia | Partido de la justicia y la unidad de Indonesia | Nominado : Joko Widodo (PDI-P) Compañero de carrera : Ma'ruf Amin (Independiente)                          |  | Coalición mayoritaria : PDI – P / Golkar / PPP / Hanura / NasDem / PKB 338/560 | 60.36%               | 63.62%                     |
| Perindo       | Partai Persatuan Indonesia              | Partido perindo                                 | Nominado : Joko Widodo (PDI-P) Compañero de carrera : Ma'ruf Amin (Independiente)                          |  | Coalición mayoritaria : PDI – P / Golkar / PPP / Hanura / NasDem / PKB 338/560 | 60.36%               | 63.62%                     |
| PSI           | Partai Solidaritas Indonesia            | Partido de la solidaridad indonesia             | Nominado : Joko Widodo (PDI-P) Compañero de carrera : Ma'ruf Amin (Independiente)                          |  | Coalición mayoritaria : PDI – P / Golkar / PPP / Hanura / NasDem / PKB 338/560 | 60.36%               | 63.62%                     |
| Gerindra      | Partai Gerakan Indonesia Raya           | Gran partido del movimiento indonesio           | Nominado : Prabowo Subianto (Gerindra) Compañero de carrera : Sandiaga Uno (Gerindra, luego independiente) |  | Coalición minoritaria : Gerindra / PKS / PAN / Demokrat 222/560                | 39.64%               | 36.38%                     |
| PKS           | Partai Keadilan Sejahtera               | Partido de la justicia próspera                 | Nominado : Prabowo Subianto (Gerindra) Compañero de carrera : Sandiaga Uno (Gerindra, luego independiente) |  | Coalición minoritaria : Gerindra / PKS / PAN / Demokrat 222/560                | 39.64%               | 36.38%                     |
| PAN           | Partai Amanat Nasional                  | Partido del mandato nacional                    | Nominado : Prabowo Subianto (Gerindra) Compañero de carrera : Sandiaga Uno (Gerindra, luego independiente) |  | Coalición minoritaria : Gerindra / PKS / PAN / Demokrat 222/560                | 39.64%               | 36.38%                     |
| PD            | Partai Demokrat                         | partido Democrático                             | Nominado : Prabowo Subianto (Gerindra) Compañero de carrera : Sandiaga Uno (Gerindra, luego independiente) |  | Coalición minoritaria : Gerindra / PKS / PAN / Demokrat 222/560                | 39.64%               | 36.38%                     |
| Berkarya      | Partai Berkarya                         | Partido de berkarya                             | Nominado : Prabowo Subianto (Gerindra) Compañero de carrera : Sandiaga Uno (Gerindra, luego independiente) |  | Coalición minoritaria : Gerindra / PKS / PAN / Demokrat 222/560                | 39.64%               | 36.38%                     |

| Número en la papeleta: 01                                                                                          | |
| Joko Widodo | Ma'ruf Amin                                                                                            |
| Presidente | Vice Presidente                                                                                        |
| | |
| Presidente de Indonesia (2014–presente) Gobernador de Yakarta (2012–2014) Alcalde de Surakarta (2005–2012) (PDI–P) | Presidente del Consejo Ulema de Indonesia (2015–presente) Líder Supremo de Nahdlatul Ulama (2015–2018) |
| | |
| Coalición de Indonesia hacia adelante ( Campaña)                                                                   | |
| Archivo:Partai Persatuan Pembangunan Logo.svg Archivo:Partai Hati Nurani Rakyat Logo.svg Archivo:PKPILogo.png      | |

| Número en la papeleta: 02 |                                       |
| Prabowo Subianto | Sandiaga Uno                          |
| Presidente | Vice Presidente                       |
| |                                       |
| Comandante del Comando de Reserva Estratégica del Ejército (1998) 2014 candidato presidencial                                     | Vicegobernador de Yakarta (2017–2018) |
| |                                       |
| Coalición de los Justos y Prosperous (Campaña)                                                                                    |                                       |
| Archivo:Partai Gerakan Indonesia Raya Logo.svg Archivo:Partai Keadilan Sejahtera Logo.svg Archivo:Partai Amanat Nasional Logo.svg |                                       |

## Otros
Otras personas que expresaron su intención, recibieron apoyo político o fueron promocionadas como posibles candidatos presidenciales, como el hijo del expresidente Yudhoyono y el candidato a la gobernación de Yakarta en 2017, Agus Harimurti Yudhoyono, expresidente de la Asamblea Consultiva Popular . Amien Rais, gobernador de Yakarta y el exministro de educación y cultura Anies Baswedan, todos los cuales apoyaron a Prabowo, y el vicepresidente titular de Indonesia, Jusuf Kalla, quien luego expresó su apoyo a Jokowi .

## Período de campaña
El período oficial de campaña duró alrededor de 6 meses, comenzando con una declaración de "campaña pacífica" el 23 de septiembre de 2018 y el último día el 13 de abril de 2019. Antes del inicio de la campaña, ambos partidos enviaron sus equipos de campaña a la KPU, con el equipo de Jokowi dirigido por el empresario Erick Thohir, mientras que Prabowo estaba dirigido por el excomandante de las Fuerzas Armadas Nacionales de Indonesia, Djoko Santoso .
El KPU programó cinco debates que se celebrarán en 2019, el mismo número que en la campaña anterior en 2014. El miembro del Consejo Representante Popular y presidente del Comité Central del Partido Nacional del Mandato, Yandri Susanto, propuso que los debates se celebren en inglés, pero el KPU decidió que los debates se realizarían en indonesio . Las preguntas del KPU que debían discutirse en el debate se proporcionaron a los candidatos antes de los eventos, y el equipo de la campaña de Prabowo criticó esta decisión por menospreciar a los candidatos.
El primer debate, celebrado el 17 de enero de 2019, se centró en cuestiones jurídicas, de derechos humanos, terrorismo y corrupción, y fue moderado por Ira Koesno e Imam Priyono. Durante las primeras etapas del debate, ambos candidatos describieron sus visiones, con Jokowi admitiendo la dificultad de resolver viejos casos de derechos humanos y prometiendo fortalecer las instituciones de aplicación de la ley, un sentimiento compartido por Prabowo, quien también pidió un aumento en los salarios de los civiles. Siervos para reducir la corrupción.
El segundo debate se realizó el 17 de febrero de 2019, con temas que cubren energía, alimentos, infraestructura, recursos naturales y el medio ambiente, y fue moderado por las presentadoras de noticias Anisha Dasuki y Tommy Tjokro. Durante el segundo debate, ambos candidatos utilizaron números y estadísticas más que en el primero. En un segmento del debate, Jokowi cuestionó a Prabowo sobre su postura acerca de las compañías de unicornios, confundiendo brevemente a Prabowo y provocando que los usuarios de Internet del país publicaran memes relacionados con el unicornio animal. Durante los debates sobre la reforma agraria agraria, Jokowi señaló la propiedad de Prabowo de 340 000 hectáreas (840 157,6 acre) de tierra.
El tercer debate, que involucró a los candidatos a la vicepresidencia, cubrió educación, salud, trabajo, asuntos sociales y cultura, y se realizó el 17 de marzo de 2019. El 30 de marzo de 2019, se llevó a cabo el cuarto debate, que se centró en la defensa y la política exterior. El quinto y último debate se celebró el 13 de abril de 2019 y se centró en Economía, Bienestar Público, Industria, Comercio e Inversión.
Con los millennials alrededor de dos quintas partes de la población de Indonesia, hubo esfuerzos significativos por ambas partes para atraer al grupo de edad. También surgió una importante campaña centrada en los medios sociales, apodada # 2019GantiPresiden, iniciada por el político del Partido Próspero de la Justicia Mardani Ali Sera, que realizó concentraciones en varias ciudades hasta que fueron rechazadas tras enfrentamientos con simpatizantes de Jokowi.
Antes de que el período de la campaña comenzó, habían previsto que los observadores que engaños y falsas noticias habrían convertido en endémica, extendiéndose principalmente a través de los medios de comunicación social y WhatsApp, con un observador señalando que el gobierno estaba limitado en su impacto en el manejo de la noticia falsa, ya que puede ser enmarcado como favorecer El titular en la elección. Un caso particular involucró a la activista y activista de Prabowo, Ratna Sarumpaet, quien falsamente afirmó haber sido agredida, inicialmente causando que muchos políticos opositores prominentes expresaran su apoyo, antes de que ella admitiera que había mentido luego de una investigación policial. Fue procesada y obligada a renunciar al equipo de campaña, y Prabowo se disculpó personalmente por haber difundido el engaño. Ambas partes formaron grupos anti-engaño dedicados para contrarrestar los ataques en las redes sociales, con el gobierno de Indonesia realizando reuniones informativas semanales de noticias falsas.
En medio de la apatía pública hacia los principales partidos y candidatos, un par de candidatos falsos, "Nurhadi-Aldo" (abreviado como consolador), ganó popularidad en las redes sociales, con 400,000 seguidores en Instagram durante el primer mes de su creación. La cuenta parodió la estética política típica y utilizó siglas vulgares.
El 23 de septiembre, ambos equipos de campaña presentaron un presupuesto inicial, con el equipo de campaña de Jokowi reportando un saldo inicial de 11.900 millones de rupias y el equipo de Prabowo reportando 2.000 millones de rupias. Los observadores de Indonesia Corruption Watch consideraron que los números iniciales eran "poco realistas" (el equipo de la campaña de Widodo gastó 293 mil millones de rupias en 2014, los 166 mil millones de rupias de Prabowo), aunque los representantes de ambos equipos de campaña señalaron que el saldo era solo un saldo inicial y se incrementaría a lo largo del Período de campaña.

## Encuestas
A finales de 2018, Jokowi estaba por delante de Prabowo en la mayoría de las encuestas. La siguiente tabla muestra los resultados de una encuesta detallada de una variedad de organizaciones.
NOTA : La precisión de las encuestas políticas en Indonesia varía significativamente, y algunas tienen poca transparencia.
También se debe tener en cuenta que algunas agencias también actúan como consultores políticos y las encuestas a menudo son pagadas por los candidatos. Por lo tanto, se debe tener precaución al utilizar los datos de sondeo a continuación.
Elecciones legislativas
| Nivel                                 | Institución | Asientos impugnados |
| ------------------------------------- | --- | ------------------- |
| Nacional                              | Consejo de Representantes del Pueblo Dewan Perwakilan Rakyat (DPR)                                                               | 575                 |
| Nacional                              | Consejo Representativo Regional Dewan Perwakilan Daerah (DPD)                                                                    | 136                 |
| Provincial Provinsi                   | Consejo Representante Regional Popular Provincial Dewan Perwakilan Rakyat Daerah Provinsi (DPRD I)                               | 2,207               |
| Regencia / Municipal Kabupaten / Kota | Regencia / Consejo de Representantes Regionales de la Gente Municipal Dewan Perwakilian Rakyat Daerah Kabupaten / Kota (DPRD II) | 17.610              |
| Total                                 | Total | 20.528              |

## Candidatos
Todos los candidatos legislativos tenían que ser ciudadanos indonesios, mayores de 21 años, graduados de secundaria superior (o equivalentes), y nunca han sido condenados por un delito con una sentencia de 5 años o más. Además, los candidatos para el Consejo de Representantes del Pueblo o las legislaturas locales tenían que ser respaldados por un partido político, y debían renunciar a sus cargos gubernamentales no legislativos, excepto al presidente y al vicepresidente, oa los cargos de sus empresas estatales. . Los legisladores que se postulan para la reelección o para otro cuerpo a través de un nuevo partido político también deben renunciar.
Para el Consejo de Representantes del Pueblo, hubo 7,968 candidatos (4,774 hombres y 3,194 mujeres) que disputaron los 575 asientos para un promedio de 13.86 candidatos por asiento disponible. Solo tres partidos, Nasdem, PAN y PKB, utilizaron su cuota total de 575 candidatos, y el Partido de la Justicia y la Unidad de Indonesia registró solo 137 candidatos. Formappi, una ONG, descubrió que 529 de 560 (94 por ciento) miembros titulares del DPR se presentaban a la reelección.
La elección de los miembros del Consejo de Representantes Regionales requirió que los candidatos no fueran miembros de un partido político, con un total de 807 candidatos compitiendo por los 136 escaños. El orador titular, Oesman Sapta Odang, fue retirado brevemente de la lista de candidaturas debido a que no renunció a Hanura, aunque fue restablecido cuando presentó una carta de renuncia. Aunque a todas las provincias se les asignaron 4 escaños, el número de candidatos varió de 10 para Papua Occidental a 49 para Java Occidental . El KPU no dio a conocer cifras exactas para el número total de candidatos para los consejos locales, pero se predijo que el número estaría en los "cientos de miles". Por ejemplo, se aprobaron 1,586 candidatos para postularse para el Consejo Provincial de Java Occidental de 120 asientos solo.

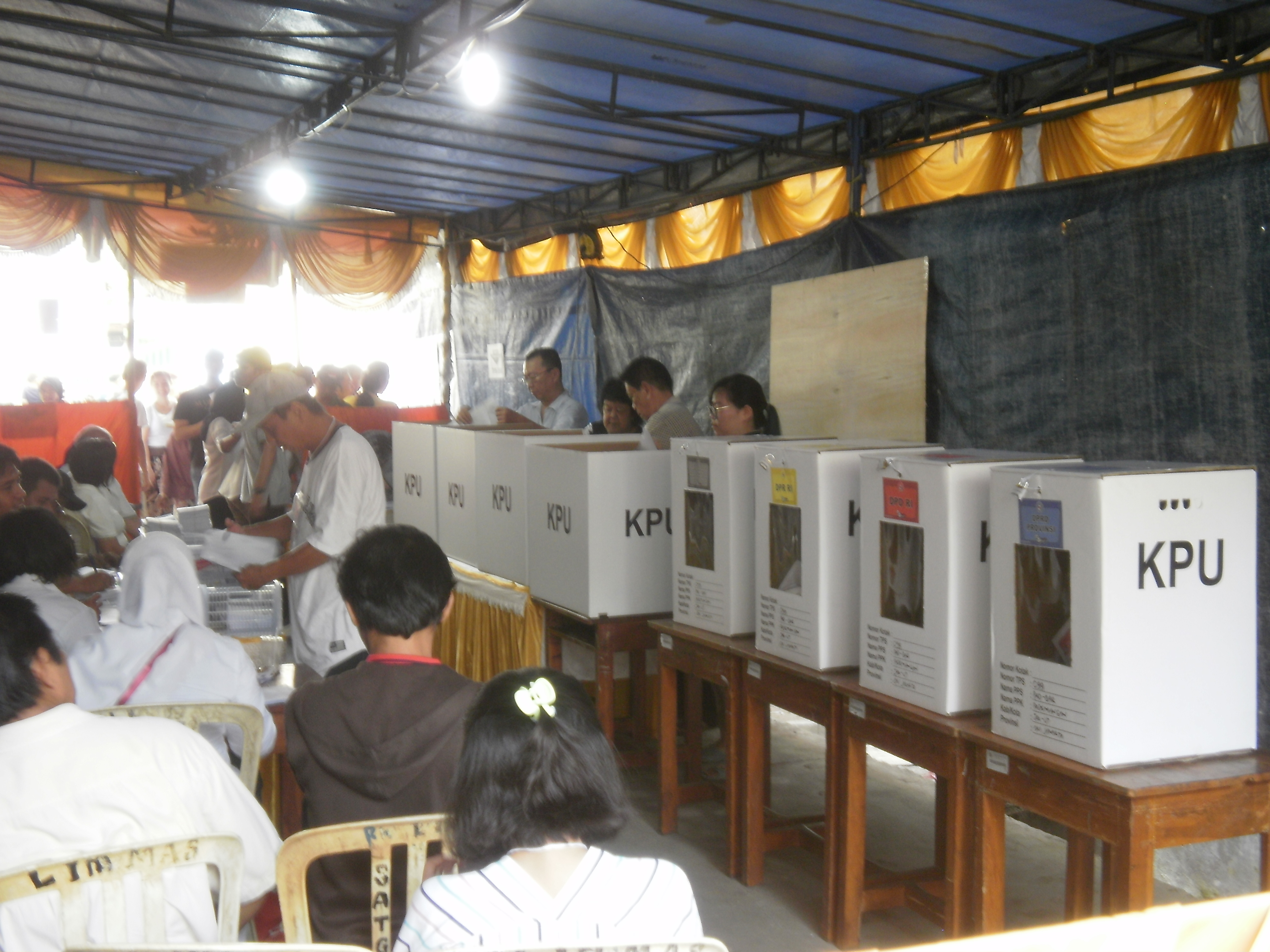
Los votantes eligen su elección para la elección. Los votantes esperaron varios minutos para que se llamara su nombre antes de votar.